# Чудо на льду
«Чудо на льду» (англ. Miracle on Ice) — так был назван хоккейный матч между сборными СССР и США, прошедший 22 февраля 1980 года на зимних Олимпийских играх в Лейк-Плэсиде. Выступая в ранге действующих чемпионов мира и Олимпийских игр, советская команда неожиданно проиграла сборной, составленной из игроков студенческих команд. Матч сыграл решающую роль в распределении медалей в хоккейном турнире: выиграв заключительный матч финального турнира у Финляндии, сборная США завоевала золотые медали.
Для многих граждан США «Чудо на льду» является одним из самых ярких событий второй половины XX века.
По свидетельству сестры игрока сборной США, она не видела такого количества флагов на улицах с 1960-х годов. «Но тогда мы их жгли», — добавила она.

## Предыстория

### Сборная СССР по хоккею перед Олимпийскими играми
Советская хоккейная сборная приехала в Лейк-Плэсид в качестве лидера мирового хоккея. После спада в середине 1970-х (когда сборная СССР дважды подряд оставалась без золотых медалей чемпионатов мира) в сборную пришёл новый главный тренер — Виктор Тихонов. Под его руководством сборная завоевала звания чемпионов мира 1978 и 1979 годов. Победа в предолимпийский год была особенно впечатляющая, когда сборные Швеции и ЧССР были разгромлены с двузначным счётом, а встречи финальной части турнира были выиграны с перевесом в 5 и более шайб. Перед чемпионатом мира 1979 года сборная СССР в рамках Кубка Вызова обыграла в Нью-Йорке сборную НХЛ в серии из трёх матчей. Последнюю встречу, когда ворота сборной защищал Владимир Мышкин, сборная СССР выиграла со счётом 6:0, причем шестой гол был забит в меньшинстве.
Другим фактором, выводившим сборную СССР по хоккею в лидеры турнира, было традиционно сильное выступление команды на зимних Олимпийских играх. С 1956 по 1976 год сборная СССР шесть раз участвовала в олимпийском хоккейном турнире и пять раз становилась победителем (даже в те годы, когда уступала первое место на чемпионате мира).
Начиная с 1963 года, практически все комплекты наград по хоккею на мировых и олимпийских первенствах были разыграны сборными СССР, ЧССР и Швеции (ещё 4 «бронзы» было у сборной Канады). В 18 таких турнирах (из 21) победителем становилась советская сборная. По словам Владислава Третьяка, советские хоккеисты знали, что чехи и шведы в этот период были не особенно сильны. Американская команда даже не рассматривалась в качестве соперника. По сути, советской сборной по хоккею не с кем было соревноваться на этих Олимпийских играх.

### Сборная США по хоккею перед Олимпийскими играми
Сборная США по хоккею никем не воспринималась даже как претендент на олимпийские медали в Лейк-Плэсиде. Начиная с 1963 года, сборной США только один раз удалось занять 4-е место на чемпионате мира по хоккею. В основном же, команда довольствовалась 6-м, 7-м или 8-м местом, уступая сборным командам Финляндии и ФРГ. В «активе» у американской команды была победа на последних проходивших в США зимних Олимпийских играх 1960 года, серебряные медали зимних Олимпийских игр 1972 года и относительно сильное хоккейное студенческое первенство страны.

#### Экономико-политическая ситуация в США
Для понимания роли «Чуда на льду» в жизни США необходим небольшой экскурс в историю.
1970-е оказались не лучшим десятилетием в истории США. Оно включило в себя бесславно (для Соединённых Штатов) закончившуюся вьетнамскую войну, Уотергейт и отставку президента Никсона, нефтяной кризис 1973 года. Конец десятилетия ознаменовался ещё одним нефтяным кризисом и сильнейшей инфляцией. В середине 1979 года президент США Джимми Картер произнёс речь о «болезненности» экономики, в которой сказал, что нация в кризисе. Год закончился захватом американских заложников в Иране и вводом войск СССР в Афганистан. Возможно, что самоуважение американцев никогда ещё не падало так низко.
Спортивные сражения воспринимались большинством как часть холодной войны. Постаравшись избежать слабого выступления на «домашней» олимпиаде, руководство американского хоккея начало формирование сборной с лета 1979 года.

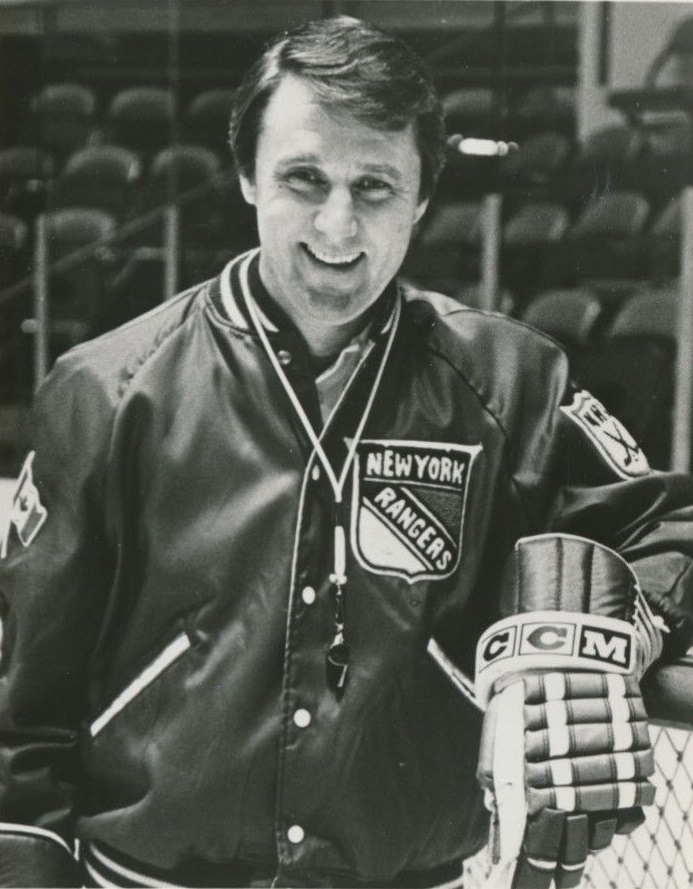
Тренер сборной США Хёрб Брукс.

#### Отбор и подготовка
В качестве главного тренера был выбран Хёрб Брукс, который приводил университетскую команду Миннесоты к победе в студенческом первенстве США в 1974, 1976, и 1979 годах. У него уже был опыт руководства сборной США — на чемпионате мира 1979 года, когда американцы заняли 7-е место. Видимо, учитывая такой не очень удачный результат, пост главного тренера был предложен Хёрбу Бруксу только после отказа основного кандидата.
Будучи психологом, Хёрб Брукс разослал 400 потенциальным игрокам сборной тесты с 300 вопросами. Ему нужны были честолюбивые, но не подверженные «звёздной болезни» спортсмены. Кроме того, Хёрб Брукс поставил задачу создать команду, играющую в смесь канадского силового и европейского комбинационного хоккея. В команду были отобраны не сильнейшие, но те, кто мог воплотить замысел тренера.
Хёрб Брукс сделал упор на сыгранность звеньев и отличную физическую подготовку. Он обратил внимание на то, что в конце матчей большинство команд (в отличие от советской) уже не могут кататься с той же активностью. В течение 5 месяцев перед Олимпийскими играми команда США сыграла 62 игры в США, Канаде и Европе. Физическая нагрузка была на пределе возможного и иногда использовалась в качестве наказания команде за посредственную игру. Широкую известность приобрела «тренировка», прошедшая после ничьей с олимпийской сборной Норвегии. Хёрб Брукс приказал хоккеистам в течение часа бегать спринты (названные в его честь «хёрбиз»). Упражнение продолжалось даже после выключения в зале света.
Постоянные жёсткие требования провоцировали ненависть по отношению к тренеру — но это только помогало сплачивать команду. Игроки стали собирать тренерские фразы, «бруксизмы», типа: «Эта команда не настолько талантлива, чтобы выигрывать только за счёт таланта» и «С каждым днём вы играете всё хуже и хуже, но сейчас вы играете так, как будто уже идёт середина следующего месяца».
Тренировки сопровождались сильнейшей психологической накачкой. Как сказал Майк Рэмси: «Он пользовался каждой возможностью, чтобы накрутить нам мозги». Даже много лет спустя капитан команды Майк Эрузионе признавался, что он чувствовал бы себя неуверенно, если бы к нему в дом пришёл Хёрб Брукс. За считанные недели до Олимпийских игр Хёрб Брукс был всё ещё недоволен климатом в команде и приготовил ей «сюрприз» — он пригласил на тренировки двух новых хоккеистов. Новые игроки были холодно встречены командой. Состоялся разговор, в котором хоккеисты заявили Бруксу, что они уже одна семья и окончательный состав должен состоять только из игроков, прошедших весь тренировочный процесс. Команда была создана.

### Последний предолимпийский матч
За 3 дня до начала Олимпийских игр сборные СССР и США провели тренировочный матч в Нью-Йорке. Сборная СССР выиграла 10:3, но эта игра оказала значительное влияние на центральный матч олимпийского турнира. Сборная СССР убедилась в своём преимуществе, в то время как сборная США смогла сделать правильные выводы. Хёрб Брукс воспользовался этим проигрышем, чтобы ещё больше подстегнуть команду. В частности, он сказал основному вратарю Джимми Крейгу, что допустил ошибку, наигрывая его в большинстве тренировочных матчей. Замечание привело Крейга в ярость — и он великолепно провёл весь олимпийский турнир.

## Олимпийский турнир
На предварительном этапе 12 сборных команд были разделены на две подгруппы, из которых по две лучшие команды выходили в финальную часть. В «голубой» подгруппе (в которую попала сборная США), наиболее вероятными претендентами на выход были команды Чехословакии и Швеции.

### Выход из группы сборной США
Уже первая игра против сборной Швеции стала тяжёлым испытанием для американской сборной. Недовольный качеством игры, Хёрб Брукс устроил в раздевалке «безобразную сцену». Нападающий Роб Маккленэхэн получил крайне болезненный мышечный спазм (или ушиб) и уже снимал спортивную форму. Уточнив у врача команды, что нет опасности усугубить травму, Хёрб Брукс обозвал его «богатеньким поедателем пирожных» и нецензурно обругал. Маккленэхэн ответил тем же, но форму надел и продолжил игру. Впоследствии тренер отметил, что хорошо зная хоккеиста и его семью, он также знал и на какие «кнопки» можно нажать. Заменив в конце периода вратаря на 6-го полевого игрока, сборная США сравняла счёт (2:2) за 27 секунд до конца встречи.
Результат второй игры (против сборной Чехословакии), оказался ещё более невероятным — команда США выиграла её со счётом 7:3. Через несколько лет один из лучших словацких хоккеистов Петер Штясны скажет американскому капитану: «Майк, вы нас одурачили в Лейк-Плэсиде!!!». В этом же матче телезрители «познакомились» с Хёрбом Бруксом. После травмы, полученной Марком Джонсоном от толчка клюшкой, тренер США, игнорируя телевизионную съёмку, прокричал чехословацкому хоккеисту: «Я тебе эту чёртову клюшку в глотку засажу!» (англ. «I’ll bury that goddamn stick right in your throat!»).
В дальнейшем команда США обыграла сборные Норвегии, Румынии и ФРГ, заняла 2-е место в группе (после сборной Швеции, пропустив её вперёд за счёт худшей разницы заброшенных и пропущенных шайб) и вышла в финальный групповой турнир. В 6 из 7 встреч, проведённых на Олимпийском турнире, американцы первыми пропускали гол, но в 6 играх выиграли третьи периоды (со шведами была ничья 1:1).

### Выход из группы сборной СССР
Сборная СССР вышла из предварительного раунда, выиграв 5 встреч с общим счётом 51:11. Впрочем, большинство этих шайб было забито в ворота не очень сильных сборных Японии, Голландии и Польши. В играх против Финляндии и Канады советской команде пришлось по два раза отыгрываться, добиваясь победы только в третьем периоде.
Имея в распоряжении двух сильных вратарей (Владислава Третьяка и Владимира Мышкина), главный тренер сборной Виктор Тихонов давал им обоим возможность получить игровую практику в олимпийском турнире. Сборная СССР вышла из группы с 1-го места, набрав 2 очка в счёт финальной части турнира. 2-е место заняла команда Финляндии.
К удивлению советской сборной, «чехи» не смогли выйти из группы и остались за чертой призёров. Команде были обещаны правительственные награды, в том числе ордена Ленина. По воспоминаниям Васильева и Третьяка, лишившись главного соперника, игроки фактически стали готовить «дырочки под ордена».

### Перед игрой
В финальном турнире 4 команды (СССР, Финляндия, Швеция и США) разыграли олимпийские медали по круговой системе, причём в зачёт финального турнира шли результаты игр, проведённых финалистами на предварительном этапе между собой (СССР-Финляндия 4:2, США-Швеция 2:2). Таким образом, каждой команде предстояло провести по 2 матча.
В первый день финального турнира сборная США должна была играть со сборной СССР. Советским тренерам оказалось очень тяжело настроить своих хоккеистов на игру против студентов. У Хёрба Брукса была другая проблема — ему нужно было сбить у своих игроков чрезмерное уважение перед соперником. В дни турнира он повторял, что советские хоккеисты уже считают себя победителями, и кто-нибудь их за это накажет. Кроме того, чтобы снять напряжение, он стал подшучивать над капитаном и тренером сборной СССР.
За день до игры общее отношение к вероятному итогу олимпийского хоккейного турнира высказал журналист Дейв Андерсон (англ. Dave Anderson) в газете New York Times: «Если только лёд не растает, или если американская или какая другая сборная не сотворят чудо, как это сделала американская команда в 1960 году, то русские по-видимости легко выиграют олимпийские золотые медали в шестой раз за последние семь турниров».

### «Чудо»
К самой игре хоккеисты сборной США подошли предельно отмобилизованными. Для дополнительной мотивации одна стена в раздевалке была заклеена телеграммами с пожеланиями удачи. Одна из присланных телеграмм состояла из фразы: «Разбейте этих коммуняцких ублюдков» (англ. «Beat those Commie bastards»). Перед матчем Хёрб Брукс достал смятый жёлтый лист бумаги и зачитал слова, которые хорошо запомнились участникам той команды: «Вы были рождены, чтобы быть игроками. Это была ваша судьба — попасть сюда, на эту игру. Держитесь сами и держите шайбу».
Игра началась на высоких скоростях. В первом периоде Владимир Крутов подправил шайбу в ворота сборной США после броска Касатонова. Мощным дальним броском Шнайдер сравнял счёт (шайба пролетела над плечом Владислава Третьяка). Сергей Макаров опять вывел сборную СССР вперёд. На последних секундах 1-го периода произошёл ключевой момент встречи. После дальнего броска Кристена (из-за красной линии) Третьяк отбил шайбу прямо перед собой. Лучший американский нападающий Марк Джонсон проскочил между двумя советскими защитниками, обвёл Третьяка и забил гол за секунду до конца периода. Сборная СССР ушла в раздевалку, а тренеры попытались доказать, что гол был забит после окончания периода. Гол был засчитан, и командам пришлось доиграть оставшуюся 1 секунду периода. Из раздевалки СССР «для вбрасывания» вернулись 3 полевых игрока и второй вратарь Владимир Мышкин.
К удивлению всех присутствующих, именно он остался в воротах во втором периоде. Как потом скажет тренер сборной СССР Виктор Тихонов: «Я, к сожалению, послушал тех, кто советовал мне после ошибки Владислава Третьяка на последней минуте первого периода заменить его на Владимира Мышкина. Потом я извинился перед Владиславом». Впрочем, после первого пропущенного гола комментаторы ABC отметили, что у Третьяка была не очень хорошая форма на турнире. По итогам соревнований у него оказался самый низкий процент отражённых бросков среди вратарей 6 лучших команд турнира: 84 % (42 из 50 бросков).
Третьяк позже вспоминал:
Я после этого вообще хотел закончить в хоккей играть. Харламов говорил: «Я, наверное, больше играть не буду». – «И я тоже». Очень расстроился, потому что меня в жизни никогда не меняли. Даже когда в три-четыре шайбы проигрывали. Были уверены, что всё равно добьюсь своего и знали, что даже «плохие» шайбы меня не ломают. А здесь при счёте 2:2 пришел в раздевалку – и Виктор Васильевич сказал, что Третьяк больше не играет и выходит Мышкин. Я даже сначала не понял! Да, это был просто шок. Когда американцы увидели, что я сижу на лавке – по-моему, у них крылья выросли. Они меня страшно боялись, потому что мы обыгрывали канадских профессионалов на всех уровнях – и в сборной, и в клубе. Володе было тяжело так сразу войти – но где-то нам не повезло, все штанги «общипали». Не то чтобы Мышкин плохо играл – он просто не выручил, как и я».
Во втором периоде преимущество по-прежнему было на стороне сборной СССР, но оно воплотилось только в один гол, забитый Александром Мальцевым. Великолепно играл вратарь сборной США Джимми Крейг, заряжая своей уверенностью полевых игроков. Замена Третьяка дала американцам дополнительное психологическое преимущество. И, наконец, переполненный стадион Лейк-Плэсида постоянно поддерживал своих хоккеистов. Именно тогда стал популярен спортивный «призыв» американских болельщиков «Ю-ЭС-ЭЙ!!!» (англ. USA), впервые прозвучавший в конце матча со шведами.
В третьем периоде игра уравнялась, а после удаления Владимира Крутова за удар клюшкой по руке Джонсон забросил свою вторую шайбу в матче и сделал счёт 3:3. Сборная СССР оказалась физически и психологически не готова к такой ситуации. Как удивлялся Валерий Васильев после матча: «Что вы давали своим игрокам есть и пить, если они так катались в 3-м периоде? Последний период всегда наш. Ведя в счёте 3-2 во втором периоде — мы были уже уверены в победе».
Ещё через полторы минуты капитан американской команды Майк Эрузионе вывел американцев вперёд. Почти сразу же сборная СССР создала пару реальных возможностей сравнять счёт, но не смогла их реализовать.
Оставшиеся 8 минут сборная США чётко оборонялась. Хёрб Брукс продолжал играть 3-й период в 4 пятёрки, меняя их каждые 30-40 секунд. В «последний штурм» была отправлена «возрастная» первая тройка СССР, которая и без того выглядела уставшей в течение матча. Вершиной растерянности советской сборной, и в первую очередь тренера, стало то, что вратарь Владимир Мышкин так и не был заменён на 6-го полевого игрока.
Последние несколько секунд прошли под скандирование «Ю-ЭС-ЭЙ!!!» и «обратный отсчёт» секунд. Комментатор АВС Эл Майклс вошёл в историю своими словами на последних секундах: «Вы верите в чудеса?! Да!!! Невероятно!!!»
За пару секунд до финальной сирены, под рёв трибун, американская команда высыпала на лёд и кинулась обнимать вратаря Джимми Крейга.
| Поз.      | Имя                        | Возр. | Клуб                    |
| --------- | -------------------------- | ----- | ----------------------- |
| Врат      | *Владислав Третьяк (20)    | 27    | ЦСКА Москва             |
| Защ       | *Вячеслав Фетисов (2)      | 21    | ЦСКА Москва             |
| Защ       | *Алексей Касатонов (7)     | 20    | ЦСКА Москва             |
| Центр     | *Владимир Петров (16)      | 32    | ЦСКА Москва             |
| Лев Нап   | *Валерий Харламов (17)     | 32    | ЦСКА Москва             |
| Пр Нап    | *Борис Михайлов (К) (13)   | 35    | ЦСКА Москва             |
| Пр Нап    | Хелмут Балдерис (19)       | 27    | ЦСКА Москва             |
| Защ       | Зинэтула Билялетдинов (14) | 24    | «Динамо» Москва         |
| Пр Нап    | Александр Голиков (23)     | 27    | «Динамо» Москва         |
| Центр     | Владимир Голиков (25)      | 25    | «Динамо» Москва         |
| Лев Нап   | Владимир Крутов (9)        | 19    | ЦСКА Москва             |
| Пр Нап    | Юрий Лебедев (11)          | 28    | «Крылья Советов» Москва |
| Пр Нап    | Сергей Макаров (24)        | 21    | ЦСКА Москва             |
| Ц/Пр. Нап | Александр Мальцев (10)     | 30    | «Динамо» Москва         |
| Врат      | Владимир Мышкин (1)        | 24    | «Крылья Советов» Москва |
| Защ       | Василий Первухин (5)       | 24    | «Динамо» Москва         |
| Лев Нап   | Александр Скворцов (26)    | 25    | «Торпедо» Горький       |
| Защ       | Сергей Стариков (12)       | 21    | ЦСКА Москва             |
| Защ       | Валерий Васильев (6)       | 30    | «Динамо» Москва         |
| Центр     | Виктор Жлуктов (22)        | 26    | ЦСКА Москва             |

| Поз.     | Имя                    | Возр. | Место учёбы                          |
| -------- | ---------------------- | ----- | ------------------------------------ |
| Врат     | *Джим Крейг (30)       | 21    | Бостонский университет               |
| Защ      | *Кен Морроу (3)        | 22    | Университет в Боулинг-Грин           |
| Защ      | *Майк Рэмзи (5)        | 19    | Миннесотский университет             |
| Центр    | *Марк Джонсон (10)     | 21    | Висконсинский университет в Мадисоне |
| Пр Нап   | Майк Эрузионе (К) (21) | 25    | Бостонский университет               |
| Лев Нап  | *Дейв Силк (8)         | 21    | Бостонский университет               |
| Защ      | Билл Бейкер (6)        | 22    | Миннесотский университет             |
| Центр    | Нил Бротен (9)         | 20    | Миннесотский университет             |
| Пр. Нап. | Дейв Кристиан (23)     | 20    | Университет Северной Дакоты          |
| Пр Нап   | Стив Кристофф (11)     | 21    | Миннесотский университет             |
| Пр Нап   | Джон Хэррингтон (28)   | 22    | Университет Миннесоты в Дулуте       |
| Врат     | Стив Янашак (1)        | 22    | Миннесотский университет             |
| Лев Нап  | *Роб Макклэнэхен (24)  | 22    | Миннесотский университет             |
| Защ      | Джек О’Каллэхен (17)   | 22    | Бостонский университет               |
| Центр    | Марк Павелич (16)      | 21    | Университет Миннесоты в Дулуте       |
| Лев Нап  | Базз Шнайдер (25)      | 25    | Миннесотский университет             |
| Пр Нап   | Эрик Стробел (19)      | 21    | Миннесотский университет             |
| Защ      | Боб Сутер (20)         | 22    | Миннесотский университет             |
| Лев Нап  | Фил Веркота (27)       | 22    | Миннесотский университет             |
| Лев Нап  | Марк Уэллс (15)        | 21    | Университет в Боулинг-Грин           |

* Стартовый состав

#### Официальная статистика
| Счёт | Команда | Гол забил     | Передачи       | Передачи        | Время        |
| ---- | ------- | ------------- | -------------- | --------------- | ------------ |
| 1:0  | СССР    | Крутов (9)    | Касатонов (7)  |                 | 9:12         |
| 1:1  | США     | Шнайдер (25)  | Павелич (16)   |                 | 14:03        |
| 2:1  | СССР    | Макаров (24)  | А.Голиков (23) |                 | 17:34        |
| 2:2  | США     | Джонсон (10)  | Кристиан (23)  | Силк (8)        | 19:59        |
| 3:2  | СССР    | Мальцев (10)  | Крутов (9)     |                 | 22:18 (бол.) |
| 3:3  | США     | Джонсон (10)  | Силк (8)       |                 | 48:39 (бол.) |
| 3:4  | США     | Эрузионе (21) | Павелич (16)   | Хэррингтон (28) | 50:00        |

| Время | Команда | Нарушитель      | Срок штрафа | Нарушение                           |
| ----- | ------- | --------------- | ----------- | ----------------------------------- |
| 03:25 | СССР    | Михайлов (13)   | 2:00        | Задержка соперника клюшкой          |
| 20:58 | США     | Хэррингтон (28) | 2:00        | Задержка руками                     |
| 29:50 | США     | Крейг (30)      | 2:00        | Задержка времени (отбывал Стробель) |
| 37:08 | СССР    | Лебедев (11)    | 2:00        | Неспортивное поведение              |
| 37:08 | США     | Морроу (3)      | 2:00        | Толчок клюшкой                      |
| 46:47 | СССР    | Крутов (9)      | 2:00        | Игра высоко поднятой клюшкой        |

- Fieldhouse Olympic, Лейк-Плэсид, США. 22 февраля 1980 года. 10,000 зрителей
- Броски в створ ворот: СССР — США 39:16 (18:8, 12:2, 9:6)
- Штрафное время: СССР — США 6:6 (2:0, 2:6, 2:0)
- Реализация большинства: СССР: 1 из 2; США: 1 из 2
- Вратарь СССР Третьяк: провёл на площадке 19:59 минут, 6 бросков отразил, 2 пропустил
- Вратарь СССР Мышкин: провёл на площадке 40:01, 6 бросков отразил, 2 пропустил
- Вратарь США Крейг: провёл на площадке 60:00 мин, 36 бросков отразил, 3 пропустил
- Главный судья: Кайсла (Финляндия). Судьи на линии: Ларошель (Канада), Тоймен (Нидерланды)[48].

Сборная США на пьедестале

### Золотые медали
В прошедшем в тот же день 22 февраля матче между Финляндией и Швецией была зафиксирована ничья — 3:3. В результате победа над сборной СССР вывела команду США на первое место в финальном турнире (с 3 очками), но не гарантировала даже бронзовые медали (если бы в последнем туре США проиграли Финляндии, а СССР сыграл бы вничью со Швецией, у всех четырёх команд было бы по 3 очка).
24 февраля в последнем матче против команды Финляндии, американцы первыми пропустили гол и проигрывали после 2-го периода — 1:2. Хёрб Брукс в перерыве зашёл в раздевалку и сказал: «Если вы проиграете эту игру, то она будет преследовать вас до самой вашей грёбаной могилы» (англ. «If you lose this game, you will take it to your fucking grave»).
В 3-м периоде сборная США забила 3 шайбы (последнюю из них — играя в меньшинстве), выиграла матч со счётом 4:2 и стала олимпийским чемпионом (серебряные медали получила сборная СССР, бронзовые — сборная Швеции, игра между которыми завершилась победой советской сборной 9:2).
После исполнения гимна капитан команды Майк Эрузионе позвал команду на пьедестал (на котором обычно стояли только капитаны команд). В результате получилось знаменитое изображение, в котором вся команда собралась на верхней ступеньке. После этого случая пьедесталы почёта для хоккеистов были увеличены, чтобы там могла поместиться вся команда.

#### Итоговое положение команд
|    |           | И | В | Н | П | Шайбы | Разн. | Очки |
| -- | --------- | - | - | - | - | ----- | ----- | ---- |
| 1. | США       | 3 | 2 | 1 | 0 | 10:7  | +3    | 5    |
| 2. | СССР      | 3 | 2 | 0 | 1 | 16:8  | +8    | 4    |
| 3. | Швеция    | 3 | 0 | 2 | 1 | 7:14  | -7    | 2    |
| 4. | Финляндия | 3 | 0 | 1 | 2 | 7:11  | -4    | 1    |

### Итоги
Победа моментально превратилась в США в общенациональное празднование, а хоккеисты стали национальными героями. Президент Джимми Картер лично позвонил и поздравил Хёрба Брукса с победой.
Для американцев того поколения три события были сопоставимы по яркости ощущений: убийство президента Джона Кеннеди, первые шаги на Луне Нила Армстронга и победа хоккейной команды на Олимпийских играх 1980 года. Многие до сих пор могут вспомнить, где они находились и что делали, когда узнали про эти события.

## Реакция на поражение с советской стороны
На кадрах съёмки видно, что сразу после игры советские хоккеисты испытали не только горечь поражения. Они наблюдали за безудержной радостью американских игроков — с удивлением и даже симпатией. Как отмечает Зинэтула Билялетдинов, они так много выигрывали, что им был уже недоступен тот восторг, который был у американцев. В отличие от игроков, Виктор Тихонов был в бешенстве, обвиняя своих ведущих хоккеистов в поражении.
Реакция в СССР оказалась очень сдержанная. Фактически это событие «замолчали», тем более что было достаточно поводов для радости — сборная СССР привезла с Олимпийских игр 10 золотых медалей. Никаких наказаний не последовало, поражение было воспринято как досадная случайность. Леонид Брежнев на встрече с хоккеистами сказал: «Виктор, я знаю, что вы сильнее американцев».
Наверное, больнее всего пережили это событие Владислав Третьяк и Виктор Тихонов. Первый в интервью 2002 года сказал, что «Если бы не просчёт Тихонова, я был бы четырёхкратным олимпийским чемпионом. Да, я не забуду об этом до конца жизни». Внук тренера Виктор, в интервью 2008 года отметил: «Я даже не хочу <с ним> говорить про это, потому что я знаю, насколько это болезненная тема».
Часто отмечается плохая подготовка и организация Олимпийских игр в Лейк-Плэсиде. В частности, Олимпийская деревня строилась из расчёта последующего использования зданий в качестве тюрьмы. Как вспоминает Третьяк: «Когда Владимир Петров чихал за стенкой, то мой сосед Владимир Крутов отвечал „Будь здоров“, даже не повышая голоса». Американские игроки жили в несколько более просторных и тёплых жилых трейлерах.

## Дальнейшая судьба
Под руководством Виктора Тихонова сборная СССР ещё в течение нескольких лет оставалась сильнейшей хоккейной сборной мира. Практически в том же составе советская команда выиграла в 1981 году чемпионат мира и Кубок Канады (единственный раз в своей истории), в финале обыграв канадских профессионалов со счётом 8:1. Следующее поражение в официальных матчах сборная СССР потерпела только в 1985 году. В течение 80-х советская сборная первенствовала на 6 из 8 чемпионатах мира и на обеих оставшихся зимних Олимпиадах (1984 и 1988 годов).
Олимпийская сборная США не оказалась командой звёзд. В то же время она была сыграна, сбалансирована и состояла из хороших игроков. 13 из 20 членов команды впоследствии играли в НХЛ и составили значительную часть американских игроков лиги (в те годы подавляющее большинство профессиональных игроков были канадцы).
- Самая успешная карьера сложилась у Нила Бротена, который стал первым американским игроком лиги, набравшим больше 100 очков за один сезон.
- Кен Морроу в тот же год завоевал Кубок Стэнли в составе «Нью-Йорк Айлендерс» и стал первым хоккеистом, который получил олимпийское золото и кубок Стэнли в один год. В составе этого же клуба он выиграл ещё три кубка.

Хоккейная карьера у лидеров олимпийской команды 1980 года оказалась не столь удачной:
- Капитан команды Майк Эрузионе ушёл из хоккея сразу же после Олимпийских игр. Он посчитал, что в хоккее ничего подобного олимпийской победе он достичь уже не сможет. Позже он работал телекомментатором на ABC и CBS, освещая пять Олимпийских игр.
- Левый нападающий Роберт Макклэнэхен сыграл 224 матча в НХЛ с 1980 по 1983 годы, после чего завершил карьеру и стал биржевым брокером[54].
- Лучший бомбардир олимпийской сборной США Марк Джонсон несколько раз переходил в НХЛ из команды в команду.
- Вратарь Джимми Крейг сыграл 30 игр в НХЛ. Возможно, что только Хёрб Брукс мог найти к нему подход.
- Сам Хёрб Брукс 4 сезона тренировал «Нью-Йорк Рейнджерс» и по одному сезону команды Миннесоты, Нью-Джерси и Питтсбурга. В 2002 году олимпийская команда под его руководством завоевала серебряные медали. В 2003 году он погиб в автомобильной катастрофе.
- Членам сборной США 1980 года выпала честь зажечь Олимпийский огонь на Играх 2002 года в Солт-Лэйк Сити. На помост хоккеисты вышли в спортивных свитерах того времени под руководством капитана Майка Эрузионе.

## Современное восприятие
В последнее десятилетие «Чудо на льду» неоднократно было названо самым ярким хоккейным событием XX века, самой яркой американской спортивной победой века и т. д. 17 мая 2008 года ИИХФ также провозгласила эту игру в качестве самого яркого момента 100-летней истории хоккея.
«Возможно, это была лучшая команда в истории Советского Союза», — сказал Вячеслав Фетисов годы спустя. «Мы готовились ко встрече с чехами в финальном раунде, но они туда не прошли, и мы были уверены в победе. Мы никогда не думали, что можем проиграть, никогда не думали, что это может случиться. Вот почему они назвали это „чудом“ — потому что такое может случиться только раз в жизни».
В интервью газете «Спорт-Экспресс» участник матча Александр Мальцев высказал точку зрения, что одной из причин поражения советской сборной было использование допинга американцами.
В комедийном сериале «Космические силы» генерал американских ВВС Марк Нэйрд называет «Чудо на льду» одним из величайших достижений американской демократии, наряду с высадкой на Луне, Конституцией и Биллем о правах.

## «Чудо на льду» в искусстве
В США было снято два художественных фильма и один документальный, рассказывающие об этих событиях:
- 1981 «Чудо на льду[англ.]» — с Карлом Молденом в роли Брукса и Стивом Гуттенбергом в роли Крейга
- 2001 «Вы верите в чудеса?» — документальный фильм[57]
- 2004 «Чудо» — с Куртом Расселом в роли Брукса

## Видеоматериалы
- О'Коннер, Гевин (режиссёр) (18 мая 2004). Чудо (художественный фильм) (DVD) (англ.). The Walt Disney Company. Архивировано 6 июля 2008. Дата обращения: 6 июня 2009. (англ.)
- Вы верите в чудеса? (документальный фильм).  (англ.). 5 февраля 2001.  60 мин. HBO. Дата обращения: 6 июня 2009. История олимпийской сборной США по хоккею 1980 года {{cite episode}}: |series= пропущен или пуст (справка)